# Vallée de Mai
Vallée de Mai (także: Valle de Mai) – rezerwat przyrody, wchodzący w skład Parku Narodowego Praslin – jednego z ośmiu na Seszelach.
We wnętrzu Praslinu znajduje się dziewiczy las i Dolina Mai, wpisana na listę Światowego Dziedzictwa przez UNESCO w 1983 roku. Obok wysepki Curieuse (również na Seszelach) jest to jedno z dwóch miejsc na świecie, gdzie można znaleźć naturalnie występujące okazy lodoicji seszelskiej. Dolina Mai jest domem dla trzech najrzadszych na świecie ptaków: seszelańskiego bulbula, owocowego gołębia i czarnej papugi.